# Джефф-Дейвис (округ, Джорджия)
Джефф-Де́йвис (англ. Jeff Davis County) — округ штата Джорджия, США. Население округа на 2000 год составляло 12 684 человек. Административный центр округа — город Хейзлхерст.

## История
Округ Джефф-Дейвис основан в 1905 году.

## География
Округ занимает площадь 862,5 км2.

## Демография
Согласно Бюро переписи населения США, в округе Джефф-Дейвис в 2000 году проживало 12 684 человек. Плотность населения составляла 14,7 человек на квадратный километр.